# Harmaclona tetracantha
Harmaclona tetracantha är en fjärilsart som beskrevs av Davis 1998. Harmaclona tetracantha ingår i släktet Harmaclona och familjen äkta malar. Inga underarter finns listade i Catalogue of Life.